# Rune Gerhardsen

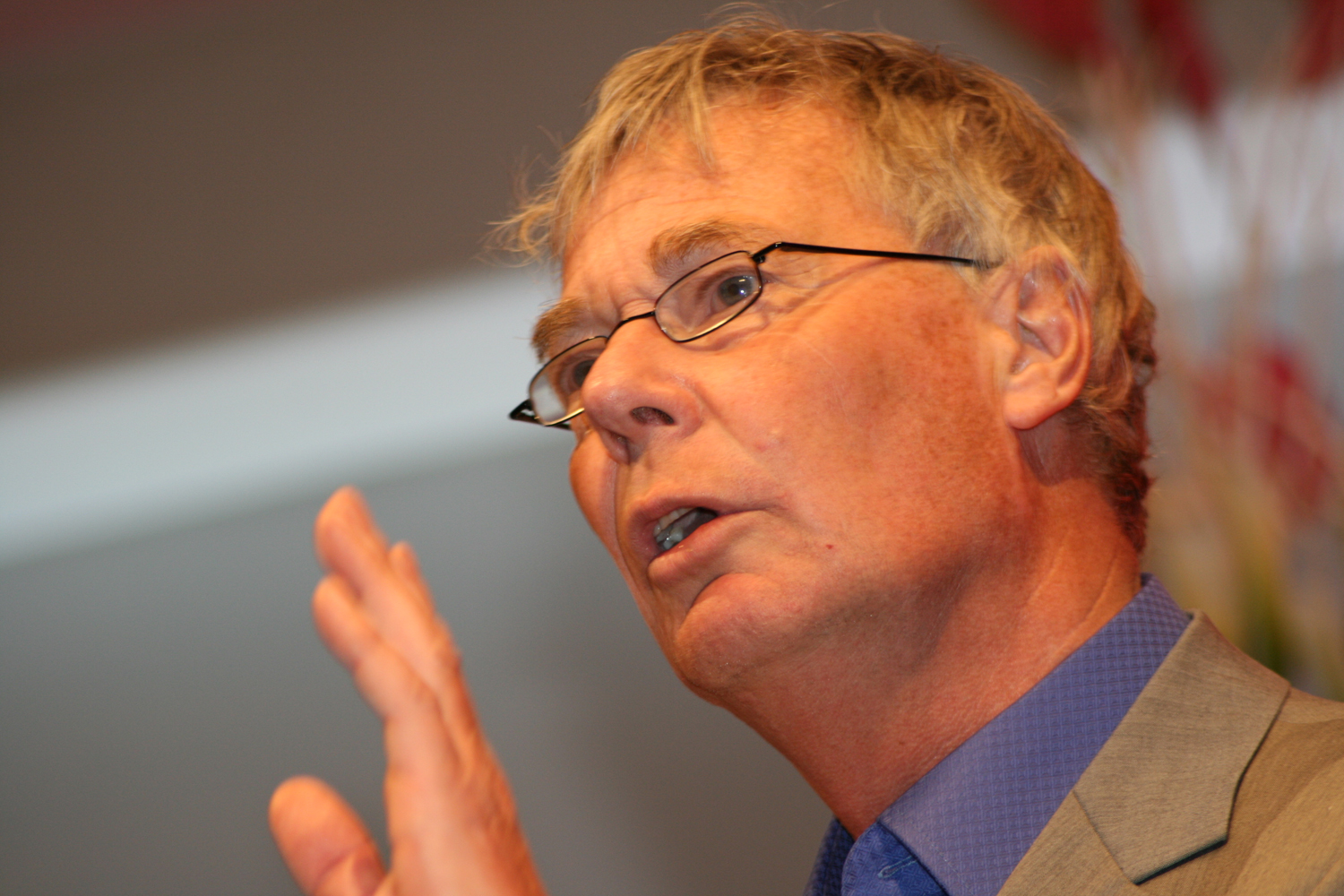
Gerhardsen under Arbeiderpartiets förbundsstämma i april 2009.

Rune Gerhardsen, född 13 juni 1946 i Oslo, död 4 september 2021 i Oslo, var en norsk politiker (Arbeiderpartiet) som var ledare för Oslos stadsstyrelse (byrådsleder) 1992–1997. Från september 1992 till oktober 1995 ledde han en samarbetsstadsstyrelse bestående av Arbeiderpartiet och Sosialistisk venstreparti. Efter kommunvalet 1995, utträdde Sosialistisk venstreparti ur styrelsen, och Gerhardsen fortsatte som ledare för en minoritetsstadsstyrelse till 15 januari 1997.
Från 1973 till 1975 var han ledare for Arbeiderpartiets ungdomsförbund, Arbeidernes Ungdomsfylking (AUF).
Rune Gerhardsen var perioderna 1986 till 1990 och 2001 till 2003 och 2013 till 2017 president i Norges Skøyteforbund (Norges skridskoförbund).
Gerhardsen var många år gift med Tove Strand. Tillsammans har de döttrarna Marte och Mina Gerhardsen. Han var från 1996 till 2003 seniorrådgivare i Geelmuyden Kiese. 2003 var han återigen byrådsledarkandidat för Oslos Arbeiderparti. Sedan valnederlaget 2003 var han ledare for Arbeiderpartiets bystyregrupp i Oslo.
Rune Gerhardsen är son till Norges tidigare statsminister Einar Gerhardsen.
Gerhardsen kritiserades under kommunvalskampanjen för att hålla kurs om hur man påverkar politiker, samtidigt som han kandiderade till uppdraget som byrådsleder.